# Монастырское (озеро, Красноярский край)
Монасты́рское озеро — озеро находится примерно в 30 километрах от города Енисейска, Красноярского края.

## Описание
По легенде названо братьями иноками, которые пришли на озеро и увидели в нём очертание монастыря. В 1642 году на берегу ими был основан скит, который действовал вплоть до прихода к власти большевиков. Во время церковных репрессий все монахи скита были убиты, а их тела утоплены в озере. Тело одного из монахов не тонуло и плавало на поверхности. Но только стоило убийцам подплыть к нему на лодке, оно сразу ушло на дно. После этого вода в озере стала красноватая, а дно мягкое, как монашеская ряса. Несколько лет после расправы озеро не замерзало.
В 1980-х годах на берегу Монастырского появился деревянный крест, в память о монахах-мучениках, погибших в годы Советской власти.
В 2002 году на деньги меценатов на месте скита был построен и освящён монастырь. Все заботы о строительстве церкви взял на себя тогдашний глава Енисейского района Василий Нестерович Сидоркин.
В 2007 году озеро было объявлено памятником природы краевого значения, созданным специально для сохранения уникального природного комплекса, гармонично сочетающего лечебные свойства озера с многообразием растительного и животного мира.
Отец Иоанн — единственный священник, который служит в этой таёжной церкви. Также временами у него появляются послушники и помощники. В церкви совершаются молебны, панихиды, таинство крещения.
Рядом с монастырём устроена кемпинговая площадка для приезжающих.

## Особенности озера
Длина озера составляет 300 метров, ширина 50 метров.
В связи с повышенным содержанием железа в воде, озеро имеет выраженный красный оттенок.
Считается, что купание в озере обладает целебной силой, а грязи используют для лечения некоторых болезней, но специальных исследований не проводилось. В Монастырском озере водится редкий золотистый карась.